# Isomyia tenuloba
Isomyia tenuloba är en tvåvingeart som beskrevs av Liang 1991. Isomyia tenuloba ingår i släktet Isomyia och familjen Rhiniidae. Inga underarter finns listade i Catalogue of Life.